# 自我妨碍
自我妨碍或自我设障，跛足策略是一种心理机制，自我妨碍通过一系列行动或想法让自己摆脱掉为失败的责任。自我妨碍通常被认为保持自尊，有的时候也被用来自我增强(更进一步提高自尊)或者对给别人留下某种印象。